# Vila Cornaro
Vila Cornaro je patricijska vila v kraju Piombino Dese, približno 30 km severozahodno od Benetk v Italiji. Zasnoval ga je italijanski renesančni arhitekt Andrea Palladio leta 1552, sam pa jo je ilustriral in opisal v drugi knjigi svojega dela iz leta 1570, I quattro libri dell'architettura (Štiri knjige o arhitekturi).

## Arhitektura
Vila Cornaro je bila večinoma zgrajena v letih 1553–1554, z dodatnimi deli v 1590-ih, potem ko je Palladio umrl, za Giorgia Cornara, mlajšega sina bogate družine. Predstavlja eno najbolj zglednih ilustracij renesančne vile v tem časovnem okviru. Severna fasada ima inovativno štrlečo osrednjo portico-ložo, ki je prilagodljiv bivalni prostor, zaščiten pred soncem in odprt za hladilne vetriče. Notranji prostor je harmonična ureditev strogo simetričnih tlorisov, pri katerih je brez izjeme vztrajal Palladio. Prostori medsebojno povezanih razmerij, sestavljeni iz kvadratov in pravokotnikov, obdajajo osrednji osni razgled, ki se razteza skozi hišo. Kot je ugotovil Rudolf Wittkower, je s premikom pomožnih stopnišč v štrleča krila in zapolnjevanjem ujemajočih se vogalnih prostorov s parnimi ovalnimi glavnimi stopnicami ostal prostor za osrednji salon, ki je v celoti širok kot portiki. Osrednje jedro vile tvori pravokotnik, v katerem je šest ponovitev elegantnega standardnega modula. Notranjost ima freske iz 18. stoletja Mattie Bortolonija in štukature Camilla Marianija.

## Vpliv
S svojo ilustracijo v Palladijevi I quattro libri dell'architettura je Vila Cornaro v 18. stoletju postala model za vile po vsem svetu, zlasti v Angliji Marble Hill House (1724–29) v Twickenhamu, Middlesexu in v kolonialnem America Drayton Hall (1738–1742) v Charlestonu v Južni Karolini in začetna različica Monticella Thomasa Jeffersona (1768–1770) sta zgodnja primera njegovega vpliva.

## Ohranjanje
Richard Rush je vilo Cornaro kupil leta 1969 od organizacije italijanske vlade, namenjene ohranjanju nacionalnih spomenikov Italije v Benečiji (L'Ente per le Ville Venete). Z ženo Julijo sta vilo dvajset let obnavljala in opremljala s starinami. Od leta 1996 je vila ohranjena kot del svetovne dediščine Mesto Vicenza in Palladijeve vile v Benečiji.
Vila je v lasti Carla in Sally Gable iz Atlante v Georgii, ki sta jo leta 1989 za 2 milijona dolarjev kupila od dr. Rusha. Leta 2017 je par dal vilo v prodajo; izklicna cena je bila 35 milijonov britanskih funtov.

## Galerija
- Retro
- Glavna dvorana
- Tloris pritličja, Bertotti Scamozzi, 1781